# Альфа Дог
«Альфа Дог» (англ. Alpha Dog) — американская криминальная драма 2006 года, пятый полнометражный фильм режиссёра Ника Кассаветиса. Сюжет фильма основан на реальной истории Джесси Джеймса Голливуда. История о молодом торговце наркотиками Джони Трулаве и его причастности к похищению 15-летного Зака Мазурски. В фильме задействован актёрский ансамбль, в который входят Бен Фостер, Шон Хэтоси, Эмиль Хирш, Кристофер Маркетт, Шэрон Стоун, Джастин Тимберлейк, Антон Ельчин и Брюс Уиллис.
Мировая премьера фильма «Альфа Дог» состоялась 27 января 2006 года на кинофестивале «Сандэнс», а в США он был выпущен 12 января 2007 года компанией Universal Pictures. Фильм получил неоднозначные отзывы и имел небольшой кассовый успех, собрав 32 миллиона долларов по всему миру при бюджете в 9,5 миллиона долларов.

## Сюжет
Действие фильма разворачивается в ноябре 1999 года. В нём рассказывается история Джонни Трулава (Эмиль Хирш), молодого наркоторговца из Клермонта, Калифорния, и его круга друзей, в который входят Фрэнки Балленбахер (Джастин Тимберлейк), Тико "ТОКО" Мартинес (Фернандо Варгас) и Элвис Шмидт (Шон Хэтоси). Фильм демонстрирует внутреннюю динамику банды и социальный контекст, которые способствуют событиям, приводящим к похищениям и убийствам.
Отец Джонни, Сонни Трулав (Брюс Уиллис), снабжает своего сына марихуаной, на продаже которой Джонни зарабатывает целое состояние. У Джонни есть собственный дом, где он проводит встречи и вечеринки. Ещё одним членом банды является Джейк Мазурски (Бен Фостер), который задолжал Джонни 1200 долларов за наркотики. После неудачной попытки выпросить деньги у своих родителей, Оливии (Шэрон Стоун) и Бутча Мазурски, он отправляется в дом Джонни, где тот устраивает вечеринку. Между ними завязывается жаркий спор, который выливается в жестокую драку, которую Фрэнки и вся банда разнимают. Джейк говорит Джонни, что никогда не заплатит ему эти деньги. В отместку Джонни добивается увольнения Джейка с работы, настучав его начальнику, что Джейк принимает наркотики. Позже той же ночью Джейк и его банда врываются в дом Джонни, крадут его телевизор с плоским экраном, разбивают окно на заднем дворе и испражняются на ковёр Джонни. На следующий день Джонни, Фрэнки и Тико решают лично пойти к Джейку и забрать деньги, пригрозив насилием. Однако по дороге они натыкаются на его брата Зака Мазурски (Антон Ельчин) и решают похитить его средь бела дня, бросив в фургон. Фрэнки обеспокоен сложившейся ситуацией, в то время как Джонни думает о том, что с ним делать.
Зак не предпринимает особых усилий, чтобы сбежать. Фрэнки предлагает ему пиво и сигареты, которые он принимает. Во время уличной вечеринки Фрэнки предлагает ему сбежать, от чего Зак отказывается, не желая причинять ему неприятности с Джонни. Между ними завязывается неожиданная дружба. Зак остаётся у Фрэнки на ночь и даже помогает ему по хозяйству. Зак знакомится с некоторыми друзьями Фрэнки, в том числе с Китом Стрэттоном (Крис Маркетт), молодым наркоманом, и даже заводит отношения с Джули (Аманда Сейфрид), самой молодой участницей группы. Все они узнают о похищении Зака, но ничего не предпринимают, поскольку Зак, похоже, ко всему относится спокойно. Джули даже называет его "украденным мальчиком" и считает, что это круто. Джонни приходит и обсуждает с Фрэнки, что делать. Фрэнки начинает нервничать, когда Джонни спрашивает Фрэнки о возможности убийства Зака, хотя тот быстро отвергает эту возможность.
Вернувшись в дом Зака, Оливия и Бутч делают все возможное, чтобы найти Зака. Оливия начинает злиться на Джейка, когда узнаёт, что он задолжал деньги Джонни. Появляются объявления о пропаже человека. Джонни становится всё более параноидальным из-за ситуации. Он звонит Джейку с намерением объяснить ситуацию, но узнаёт, что Джейк уже подозревает, что это он похитил Зака, и кричит, что "разорвёт ему горло и съест его сердце". Джонни вешает трубку, звонит своему адвокату и объясняет ситуацию, на что его адвокат отвечает, что Джонни грозит от 25 лет до пожизненного заключения за свои действия. Охваченный тревогой, Джонни, похоже, принял решение.
Следующим вечером, когда Фрэнки, Зак и вся банда были на вечеринке в отеле, Джонни подошёл к Элвису, который был по уши в долгах перед Джонни, и предложил списать долг, если тот согласится убить Зака. Элвис сначала отнёсся к этому скептически, но согласился. Джонни отдаёт ему пистолет-пулемёт TEC-9 и уходит со своей девушкой. Вернувшись на вечеринку, Зак теряет девственность, занимаясь сексом с Джули и её девушкой Альмой. Элвис приезжает в отель и объясняет Фрэнки, что он забирает Зака домой, после чего вечеринка заканчивается, и все уходят, кроме Фрэнки, Зака, Элвиса и Кита. Фрэнки радуется, что Зак отправляется домой, пока Элвис не раскрывает план Джонни убить Зака. Фрэнки злится на Элвиса и сердито говорит ему, что не позволит ему этого сделать. Вместо этого Элвис забирает Кита, и они отправляются в отдалённое место на холмах, чтобы выкопать могилу. Когда они возвращаются в отель, Элвис говорит расстроенному Фрэнки, что им всем грозит пожизненное заключение, если Зак вернётся домой. Фрэнки печально соглашается, и он, Элвис и Кит обманом заставляют Зака думать, что он возвращается домой.
Вернувшись домой к Джонни, его отец, Сонни, и их адвокат расспрашивают его о похищении. Сонни в ярости на своего сына, и когда он узнаёт о плане Джонни убить Зака, он приказывает ему отменить это, на что Джонни отказывается, полагая, что Элвис и Фрэнки на самом деле не собираются убивать Зака. Тем временем Фрэнки, Элвис, Зак и Кит прибывают в холмы. Они начинают подниматься на холм. Зак не знает, что должно произойти, и его обманом заставляют поверить, что кто-то за ним заедет. Зак начинает что-то подозревать, когда глубоко опечаленный Кит молча говорит Фрэнки, что не может на это пойти, и, обняв Зака на прощание, уходит ждать в фургоне. Поняв, что происходит, запаниковавший Зак спрашивает Фрэнки, что он делает, Фрэнки успокаивает его, и они втроём продолжают подниматься на холм. Зак видит могилу и начинает рыдать, умоляя Фрэнки и Элвиса отпустить его. Фрэнки убеждает Элвиса, что им не следует этого делать, но Элвис увлечен работой, которую ему поручили. Фрэнки успокаивает Зака и говорит ему, что никогда не причинит ему вреда, и связывает плачущего Зака скотчем. Он поражён, когда Элвис сбивает Зака с ног лопатой и в конце концов стреляет в Зака из пистолета, убивая его. Затем Фрэнки и Элвис молча уходят.
Тело Зака находят 3 дня спустя. В эпилоге показаны последствия преступления. У матери Зака, Оливии, берут интервью; она откровенно рассказывает о попытке самоубийства, предпринятой через несколько недель после убийства её сына. Она подробно описывает, как жестокий и бессмысленный конец жизни Зака разрушил её собственную: «В мире наркотиков свои правила. Они убили моего сына за 1200 долларов».
Некоторое время спустя Сьюзан в ярости спорит с Фрэнки по поводу убийства Зака, прежде чем пойти предупредить полицию, которая ловит Элвиса при попытке вывезти из города другого члена банды, Пика Джиаймо. Джонни сбегает в Альбукерке, штат Нью-Мексико, где его старый одноклассник Баз Фечке затем отвозит его в дом Космо. Тико признан виновным в похищении человека и приговорён к девяти годам тюремного заключения; Кит признан виновным в убийстве второй степени и остаётся в Управлении по делам молодёжи Калифорнии до 25 лет; Фрэнки признан виновным в похищении при отягчающих обстоятельствах при особых обстоятельствах и приговорён к пожизненному заключению; Элвис признан виновным в похищении человека и убийстве первой степени и в настоящее время находится в камере смертников в государственной тюрьме Сан-Квентин.
На вопрос о том, как Джонни удавалось скрываться от властей в течение четырёх лет без какого-либо известного источника помощи, Сонни и Космо отрицают, что имеют к этому какое-либо отношение. 10 августа 2005 года, после более чем пяти лет нахождения в списке самых разыскиваемых ФБР, Джонни арестовывают в Парагвае, а теперь он снова находится в Калифорнии в ожидании суда, и в случае признания его виновным ему грозит смертная казнь.

## В ролях
| Актёр              | Роль                  |
| ------------------ | --------------------- |
| Эмиль Хирш         | Джонни Трулав         |
| Антон Ельчин       | Зак Мазурски          |
| Джастин Тимберлейк | Френки Болленбакер    |
| Бен Фостер         | Джейк Мазурски        |
| Шон Хэтоси         | Элвис Шмидт           |
| Брюс Уиллис        | Сонни Трулав          |
| Шэрон Стоун        | Оливия Мазурски       |
| Гарри Дин Стэнтон  | Космо Гадабити        |
| Аманда Сейфрид     | Джулия Бэкли          |
| Доминик Суэйн      | Сьюзан Хартуниэн      |
| Оливия Уайлд       | Анджела Холден        |
| Дэвид Торнтон      | Бутч Мазурски         |
| Крис Маркетт       | Кит Страттен          |
| Фернандо Варгас    | Тико «ТКО» Мартинес   |
| Винсент Картайзер  | Пик Джиаймо           |
| Лукас Хаас         | Баз Фечке             |
| Холт Маккэлани     | детектив Том Финнеган |
| Эмбер Хёрд         | Альма                 |
| Пол Йоханссон      | Питер Йоханссон       |
| Алан Тик           | Дуглас Холден         |

### Прототипы
- Джонни Трулав — Джесси Джеймс Голливуд
- Френки Болленбакер — Джесси Радж, 20 лет, был приговорён к пожизненному заключению с возможностью подать прошение о помиловании через 7 лет. В июле 2013 года получил условно-досрочное освобождение и в октябре того же года был выпущен из тюрьмы.
- Элвис Шмидт — Райан Хойт[англ.], 21 год, в ноябре 2001 года был приговорён к смертной казни. На данный момент находится в тюрьме Сан-Квентин.
- Кит Страттен — Грэм Прессли, 17 лет, в июле 2002 года был осуждён как ребёнок, но в октябре (когда исполнилось 18) был повторно осуждён уже как взрослый. Был выпущен в 2007 году.
- Сьюзан Хартуниэн — Наташа Адамс-Янг, 19 лет, была отпущена в обмен на свидетельские показания. Когда Янг прочла в газете о смерти Николаса, она призвала Раджа к ответу и хотя тот сказал, что он тут ни при чём, Янг поняла, что он врёт, и рассказала всё своему отцу, который затем сообщил в полицию. Выплатила родителям Марковица 1700 долларов моральной компенсации.
- Тико Мартинес — Уильям Скидмор, 20 лет, сел в тюрьму, заключив сделку о признании вины, и был выпущен в апреле 2009 года.
- Анджела Холден — Мишель Лашэр, 19 лет, была арестована и обвинена в том, что прикрывала Голливуда, но на суде была отпущена. Выплатила Марковицам компенсацию в размере 35 тысяч долларов.
- Пик Джиаймо — Кейси Шиэн, 20 лет, был арестован, но затем отпущен.
- Космо Гадабити — Джон Робертс, 70 лет, выплатил Марковицам компенсацию в размере 165 тысяч долларов.

## Юридические вопросы
Во время съёмок в 2004 году заместитель окружного прокурора округа Санта-Барбара Рональд Дж. Зонен предоставил копии многих документов по делу и выступил в качестве неоплачиваемого консультанта фильма, сославшись на свое желание поймать Джесси Джеймса Голливуда. Также Зонен преследовал соответчиков Голливуда. После того, как Джесси Джеймс был захвачен в Сакуареме, Бразилия, и впоследствии возвращён в США, его адвокат защиты заявил, что у Зонена был конфликт интересов; Апелляционный суд Калифорнии по второму округу 5 октября 2006 года постановил, что Зонен должен быть отстранён от дальнейшего участия в преследовании Голливуда из-за его раскрытия файлов и работы над фильмом. Верховный суд Калифорнии впоследствии отменил это решение, но заместитель окружного прокурора Джошуа Линн заменил Зонена в качестве главного адвоката обвинения.
Адвокат Голливуда Джеймс Блатт пытался заблокировать выпуск фильма. После задержки судебный процесс над Голливудом начался 15 мая 2009 года, и вступительные заявления защиты показали, что Голливуд не был причастен к убийству. В своём вступительном заявлении Линн описал Голливуда как «безжалостного труса». 8 июля 2009 года Голливуд был признан виновным в простом похищении человека и убийстве первой степени при особых обстоятельствах и приговорен к пожизненному заключению без возможности условно-досрочного освобождения.

## Съёмки
- В фильме снялся известный боксёр мексиканского происхождения Фернандо Варгас.
- Фильм был показан на кинофестивале «Сандэнс» 27 января 2006 года в качестве заключительного фильма. Первоначально фильм планировалось распространять компанией New Line Cinema, которая ранее занималась дистрибуцией фильмов Джон Кью (2002) и Дневник памяти (2004) режиссёра Ника Кассаветиса. Однако фильм был продан Universal Pictures после того, как New Line потребовала внести в фильм изменения, которые Кассаветис не хотел вносить. Выход фильма был отложен на год до 12 января 2007 года.
- Татуировка, расположенная вокруг шеи Джейка Мазурски — записанные на иврите строки из Библии (Псалом 108, Стих 14): «…, грех матери его не изгладится».
- Фильм начинается настоящим домашним видео некоторых актёров, играющих в фильме, снятом, когда они были детьми. Последний показанный ребёнок — Антон Ельчин.
- В сцене драки Шерон Стоун так сильно ударила Бена Фостера, что у него пошла кровь из носа.
- К роли наркомана в фильме, Бену Фостеру помогали готовиться его друзья, страдающие от наркотической зависимости. С их разрешения Бен мог находиться среди них и наблюдать за их поведением и образом жизни. Фостеру приходилось часто закапывать в глаза капли от глаукомы для расширения зрачков, это придало его герою эффект наркотического опьянения.

## Приём

### Кассовые сборы
Во время первых выходных фильм Альфа Дог собрал $6 412 775 и занял 7-е место в прокате. Фильм закрылся 22 февраля 2007 года, собрав $15 309 602 на внутреннем рынке и $32 145 115 в мировом прокате за шесть недель проката.
В США фильм Альфа Дог вышел в прокат 12 января 2007 года вместе с фильмами Братство танца и Первобытное зло.

### Отзывы критиков
На сайте-агрегаторе рецензий Rotten Tomatoes 54% из 144 рецензий критиков положительные, со средней оценкой 5,7/10. Консенсус сайта гласит: «Глянцевый, но непреклонный портрет жестоких, гедонистических подростков. Брюс Уиллис и Шэрон Стоун пережевывают декорации, в то время как Джастин Тимберлейк демонстрирует заслуживающую внимания игру». Metacritic, который использует средневзвешенный показатель, присвоил фильму оценку 53 из 100 на основе 30 критиков, что указывает на «смешанные или средние» отзывы. Зрители, опрошенные CinemaScore, дали фильму среднюю оценку «B−» по шкале от A+ до F.

### Реакция семьи Марковиц
Сьюзан Марковиц пыталась совершить самоубийство три раза. Джефф Марковиц пояснил: «Она так измучена случившимся, что попыталась покончить с собой. Последнее, чего бы мы хотели, — это увидеть эту картину. Как бы отнесся любой любящий родитель к голливудскому фильму, который восхваляет смерть их сына и позволяет знаменитостям наживаться на жестоком, злодейском убийстве?» Тем не менее, и Сьюзан, и Джефф посетили премьеру фильма, и Сьюзан заявила, что её тронуло исполнение Антоном Ельчиным роли Зака (Ника). После показа она обняла Шэрон Стоун, которая играла Оливию (Сьюзан).